# OpenDocument
Otvoreni format dokumenta za uredsku primjenu (engl. Open Document Format for Office Applications, skraćeno ODF), poznat i kao OpenDocument, je pojedinačna XML datoteka ili zbirka različitih XML datoteka i drugih objekata (npr. tablica, grafikona, prezentacija i tekstualnih dokumenata) kombiniranih u jednu ZIP komprimiranu datoteku.
Standard je razvio OASIS industrijski konzorcij, a temelji se na XML baziranom sustavu datoteka koji je originalno napravio razvojni tim OpenOffice.org.
U osnovi, primjenom ovog standarda nije važno kakva računala obje strane rabe, niti koji softver upotrebljavaju, jer obje mogu bez poteškoća razmjenjivati dokumente. Također, primjenom ovog standarda osigurava se dugovječnost arhiviranih dokumenata (odnosno, primjenom ovog otvorenog standarda bit će moguće čitati arhivirane datoteke i nakon vrlo dugog niza godina). Zbog potpune transparentnosti specifikacije osigurava se potpuna kontrola nad informacijama. Ukratko, to je otvoreni način da se razmjenjuju uredski dokumenti.
OpenDocument Format postao je i priznata međunarodna norma u ISO tijelu, te dobio oznaku ISO/IEC 26300:2006. OpenDocument Format odnosno ISO/IEC 26300:2006 postao je službeno i dvije godine kasnije hrvatska norma s oznakom HRN ISO/IEC 26300:2008 objavom u službenom glasilu HZN-a (oglasnik za normativne dokumente broj 2/2008 na stranici A13)
Standard su javno razvijale različite organizacije, javno je dostupan i može se implementirati bez ikakovih ograničenja. Namjena OpenDocument formata je pružiti otvorenu alternativu vlasničkim formatima dokumenta uključujući popularne DOC, XLS i PPT formate kojima se služe Microsoft Officea, kao i Microsoft Office Open XML formata (ovaj posljednji zahtjeva razne licencije prije nego što ga konkurencija može upotrebljavati). Organizacije i pojedinci koji pohranjuju svoje podatke u otvorenim formatima kao što je OpenDocument potpuno uklanjaju rizik zaključavanja (tzv. Vendor lock-in) na jednog proizvođača softvera, ostavljajući im izbor zamjene softvera ako njihov postojeći proizvođač propadne, podigne svoje cijene, promijeni svoj softver ili promijeni licenciju u neodgovarajuću.

## Vanjske poveznice
- HZN - HRN ISO/IEC 26300:2008 Stranica posvećena HRN ISO/IEC 26300:2008 u HZN-u